# Desmidorchis pauciflora
Desmidorchis pauciflora är en oleanderväxtart som först beskrevs av Robert Wight, och fick sitt nu gällande namn av Joseph Decaisne. Desmidorchis pauciflora ingår i släktet Desmidorchis och familjen oleanderväxter. Inga underarter finns listade i Catalogue of Life.